# Knute Buttedahl
Knute Bjarne Buttedahl, Doctorado en Filosofía, (9 de abril de 1925, Noruega - 11 de marzo de 2000, Canadá) ha sido un experto canadiense en el campo de la Educación Global y experto en Desarrollo Internacional, fue profesor facultativo en Educación para Adultos en la Universidad de Columbia Británica, en Vancouver BC , Canadá. Buttedahl ha sido miembro de la Academia Mundial de Arte y Ciencia (WAAS). Además, se desempeñó como gerente de proyectos y experto de campo para la Agencia Canadiense de Desarrollo Internacional (ACDI), UNESCO Canadá y UNICEF Canadá; asistiendo iniciativas en África, Asia y América Latina dedicadas a la educación para la ciudadanía global.

Dr. Knute Buttedahl ha sido docente facultativo de Educación Global en la Universidad de Columbia Británica y así mismo director-adjunto de viviendas en el campus principal de UBC, hasta la edad de su jubilación.
En 1998, cofundó el Instituto VIA Vancouver Institute for the Americas, junto a su esposa la Dra. Paz Buttedahl, brindando servicios consutativos para las Américas, como brazo educativo de proyectos mundiales, con fianciamiento multi-gubernamental, para apoyar la investigación en Desarrollo de Recursos Humanos y Programas de Capacitación para implementaciones en todo el mundo. A través de los programas asistidos por el Instituto VIA de Vancouver para América bajo el soporte y mandato de UNESCO y la ACDI, también participó en grandes implementaciones multinacionales de Reformas Educativas.

Murió en Vancouver BC, Canadá.

## Legado
Numerosos fondos de becas académicas se han creado en su nombre en el campo de la educación global.